# Konstantin Reva
Konstantin Kuzmich Reva (Hlújiv, Raión de Hlukhiv, Unión Soviética 10 de abril de 1921-Moscú, Rusia, 1 de septiembre de 1997). Fue un voleibolista soviético que dominó el voleibol internacional entre finales de los años 1940 y principios del 1950. Destacó como un excepcional bloqueador, así como un gran all-around player que era capaz de rematar con potencia tanto con la izquierda como con la derecha.
En 1930 se marcha a vivir con sus padres a Moscú. Con 14 años empezó a destacar en el colegio en fútbol, donde ganó el torneó junior de la capital, pero también destacó en atletismo (hacía 11,8 segundos en 100 metros). Sin embargo, tras una reunión con Nikolai Starostin fichando por el Spartak de Moscú a cambio de 850 rublos mensuales. Con el Spartak conseguiría una liga soviética en 1940, pero fue llamado para hacer el servicio militar. A su vuelta juega en las filas del CSKA de Moscú con quien consigue 7 ligas soviéticas.
En 2001 fue elegido uno de los ocho mejores jugadores del siglo por la FIVB junto a Karch Kiraly, Lorenzo Bernardi, Hugo Conte, Renan Dalzotto, Katsutoshi Nekoda, Josef Musil y Tomas Wojtowicz.
En 2005 es incluido en el Volleyball Hall of Fame junto al estadounidense Trojan Ron Lang, el brasileño Bernard Rajzman y el cubano Eugenio George, el polaco Stanislaw Gosciniak y la peruana Cecilia Tait.